# 阿尔达尔∙齐坚扎波夫
阿尔达尔·巴托罗维奇·齐坚扎波夫（俄语：Алда́р Ба́торович Цыденжа́пов，1991年8月4日—2010年9月28日），布里亚特语名策登扎布·巴特尔·阿拉达尔（布里亚特语：Сэдэнжабов Баатарай Алдар），是俄罗斯海军太平洋舰队贝斯特雷号驱逐舰上的一名水手，他是2010年9月24日驱逐舰发生火灾的唯一死亡人员。他因在扑灭大火和防止爆炸方面所起的作用，被追授俄罗斯联邦英雄金星勋章。

## 纪念

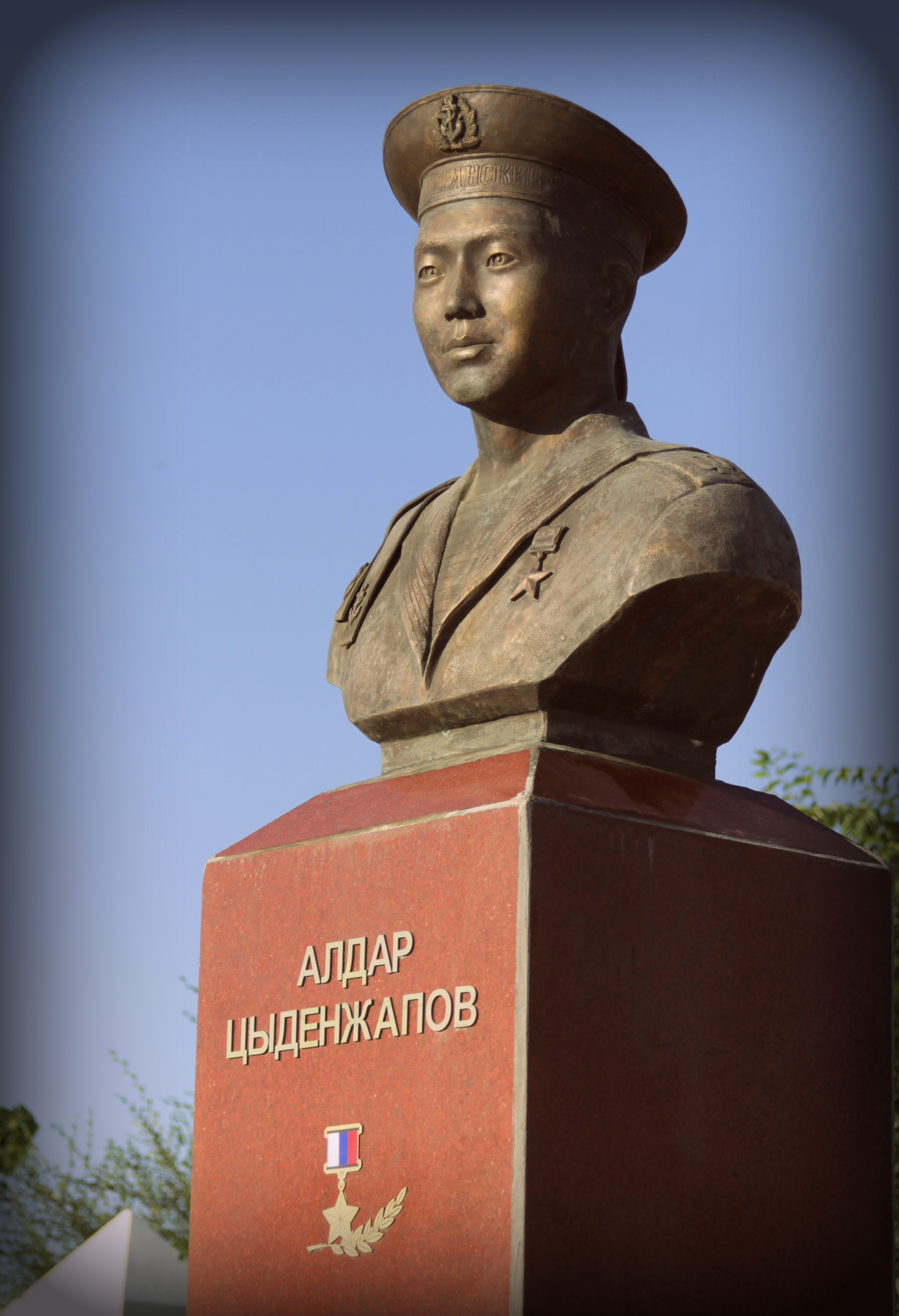
2012年7月，阿金斯科耶英雄巷内的阿尔达尔·齐坚扎波夫纪念碑

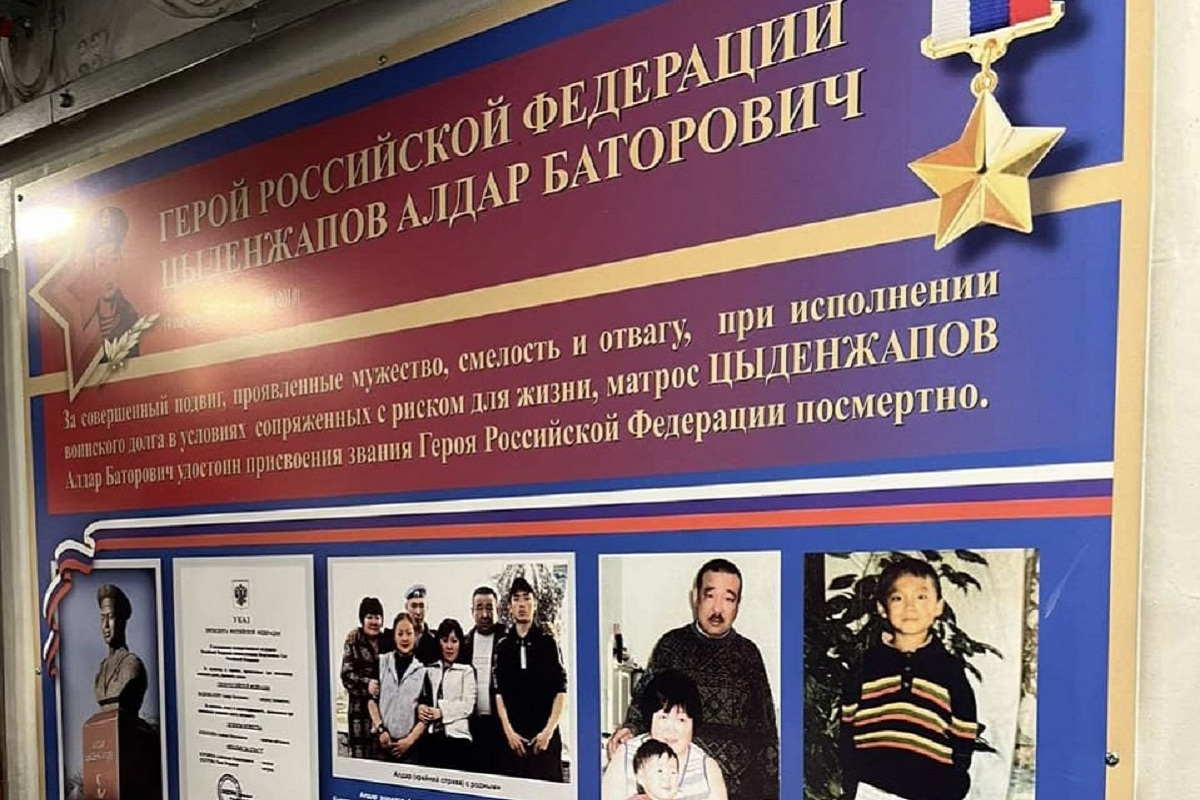
俄联邦英雄阿尔达尔∙齐坚扎波夫号护卫舰内的纪念栏

- 阿金斯科耶村的阿尔达尔·齐坚扎波夫街以他的名字命名。
- 伊尔库茨克州乌斯季奥尔登斯基埃希里特-布拉加特区乌斯季奥尔登斯基村的一条街道以他的名字命名。
- 他曾就读的阿金斯科耶村的学校里竖起了一块纪念牌匾。
- 在太平洋舰队滨海边疆区舰队舰艇驻扎地斯特雷洛克湾（俄语：Стрелок (залив)）阿布雷克港岸边，贝斯特雷号驱逐舰的码头上揭幕了一块纪念牌。
- 2011年，在布里亚特共和国色楞金斯克区色楞杜马（英语：Selenduma）村竖立了一座纪念碑。
- 2012年，发行了印有阿尔达尔·齐坚扎波夫肖像的“俄罗斯联邦英雄”系列邮票。
- 2015年7月22日，20380型护卫舰俄联邦英雄阿尔达尔∙齐坚扎波夫号护卫舰（英语：Russian corvette Hero of the Russian Federation Aldar Tsydenzhapov）[2]在阿穆尔造船厂下水。2020年12月25日，这艘护卫舰被编入太平洋舰队。
- 2015年2月21日，在阿金斯科耶村的阿尔达尔·齐坚扎波夫街上竖立了一座锚形纪念碑。
- 2016年6月30日，乌兰乌德揭幕了一座由学生出资建造的阿尔达尔·齐坚扎波夫纪念碑。
- 2017年10月13日，乌兰乌德第57学校以阿尔达尔·齐坚扎波夫的名字命名。
- 2021年，他被永久列入太平洋舰队某支队的成员名单。
- 2023年4月，乌兰乌德的一条街道以阿尔达尔·齐坚扎波夫的名字命名。
- 2023年5月，福基诺的一支青年军支队被授予阿尔达尔·齐坚扎波夫英雄支队称号。
- 2023年夏天，由奥列格·尼基蒂奇·施特罗姆（俄语：Штром, Олег Никитич）执导、讲述齐坚扎波夫事迹的故事片《9秒》拍摄完成。该影片原定于2024年8月4日时值齐坚扎波夫诞辰日首映，但最终于9月26日举行。